# Silvan Zurbriggen
Silvan Zurbriggen (Brig, 15 de agosto de 1981) es un deportista suizo que compitió en esquí alpino.
Participó en dos Juegos Olímpicos de Invierno, en los años 2006 y 2010, obteniendo una medalla de bronce en Vancouver 2010, en la prueba de supercombinada.
Ganó una medalla de plata en el Campeonato Mundial de Esquí Alpino de 2003, en la prueba de eslalon. En la Copa del Mundo consiguió dos victorias y trece podios en total.

## Palmarés internacional
| Juegos Olímpicos   | Juegos Olímpicos   | Juegos Olímpicos  | Juegos Olímpicos |
| Año                | Lugar              | Medalla           | Prueba           |
| ------------------ | ------------------ | ----------------- | ---------------- |
| 2010               | Vancouver (Canadá) | Medalla de bronce | Supercombinada   |
| Campeonato Mundial |                    |                   |                  |
| Año                | Lugar              | Medalla           | Prueba           |
| 2003               | St. Moritz (Suiza) | Medalla de plata  | Eslalon          |